# Lawrence Parsons
Lawrence Parsons, cuarto Conde de Rosse (Birr Castle, Irlanda, 17 de noviembre de 1840 – 30 de agosto de 1908) fue hijo (y sucesor del título nobiliario) del astrónomo amateur irlandés William Parsons, tercer Conde de Rosse, más conocido como Lord Rosse.
Desde pequeño ayudó a su padre en la construcción de los espejos metálicos de sus telescopios; a los 8 años (1848 asistía a su padre en la observación con el «Leviatán», el telescopio de 180 cm de diámetro que había instalado en sus posesiones del Castillo Birr.
Tras graduarse en el "Trinity College" de Dublín, en 1864, continuó el trabajo astronómico junto a su padre; después de su muerte (1867) heredó el título (fue el cuarto "Conde de Rosse") y las demás posesiones, aunque continuó efectuando observaciones astronómicas hasta su muerte. Descubrió 34 objetos del catálogo N.G.C. entre los años 1873 y 1878.
En 1885, junto con el astrónomo William Huggins, realizó un importante estudio fotométrico visual de la supernova S Andromedae, aparecida muy próxima al núcleo de la galaxia, hasta su desaparición varios meses después. Con el telescopio Leviatán, el mayor del mundo hasta el año 1917, se podían estudiar estrellas tan débiles como las de la magnitud 18.ª.
Entre 1895 y 1896 realizó varios intentos de fotografiar cuerpos débiles, pero no obtuvo ningún éxito debido a la mala calidad de las placas fotográficas de la época y a su escasa sensibilidad, que obligaba a utilizar largas exposiciones (el Leviatán solo podía seguir un astro durante, como máximo, una hora debido a que estaba empotrado entre dos altos muros de mampostería). Pese a todas las dificultades, una de ellas el envejecimiento del instrumento que utilizaba, realizó estudios sobre la energía radiada por la Luna (1900) así como el uso de la fotografía para capturar campos estelares débiles, cúmulos estelares, nebulosas y galaxias.
Generalmente se asocia el nombre de Lord Rosse a los trabajos astronómicos de su padre, aunque Lawrence Parsons (que también firmaba sus artículos como ‘’Earl of Rosse’’) publicó bastantes estudios de la Luna, los planetas y las estrellas.
Tras su fallecimiento su hermano Charles Algernon Parsons continuó las observaciones durante algún tiempo, publicando algunos estudios astronómicos y estudios de su padre, aunque abandonó la astronomía para dedicarse a la Ingeniería (más concretamente, la fabricación de una turbina).

## Publicaciones
- Note on drawings of Jupiter, made at Parsonstown, and by M. Terby at Louvais, in 1873, (1874), Monthly Notices of the Royal Astronomical Society, Vol. 34, p. 402.
- Observations of the satellites of the planet Uranus made at Birr Castle, during the years 1872, 1873, and 1874, (1875), Monthly Notices of the Royal Astronomical Society, Vol. 35, p. 300.
- On some recent improvements made in the mountings of the telescopes at Birr Castle, (1880), Philosophical Transactions of the Royal Society of London, Volume 171, pp. 153-160.
- S Andromedae and M31, (1885), "Nature", Vol. 32; página 465.
- Observations of Nova Persei made at Birr Castle Observatory, Parsonstown, (1901), Monthly Notices of the Royal Astronomical Society, Vol. 61, p. 548.
- Researches on lunar heat, (1905), "The Observatory", Vol. 28, p. 409-414.
- The scientific papers of William Parsons, third Earl of Rosse, 1800-1867, (1926), Charles Parsons, Ed. Bradford, London.